# Sergio Bernales
Sergio Ernesto Bernales García, mencionado mayormente como Sergio E. Bernales (Lima, 9 de septiembre de 1885 - Lima, 16 de octubre de 1959) fue un médico y catedrático universitario peruano. Fue médico del Hospital Nacional Dos de Mayo y catedrático en la Facultad de Medicina Humana de la Universidad Nacional Mayor de San Marcos, llegando a ser decano, vicerrector y rector interino (1946-1948).

## Biografía
Fue hijo de Manuel Lorenzo Casas Bernales y Elisa García. Cursó su educación primaria en el colegio Ramos Palacios, y la secundaria en el Colegio de Lima que dirigía el célebre pedagogo Pedro Labarthe (conocido también como Colegio Labarthe).
En 1901 ingresó a la Facultad de Medicina de la Universidad Nacional Mayor de San Marcos (San Fernando). Se graduó de bachiller en Medicina en 1908 con una tesis sobre “La cuti y la oftalmoreacción a la tuberculina en el diagnóstico de la tuberculosis”. Ese mismo año se recibió de médico. En 1939 logró su doctorado en medicina con su tesis “Contribución al estudio clínico y nosográfico de la enfermedad de Lobstein”.
Laboró en el Hospital Dos de Mayo, desde 1911 hasta su fallecimiento. En 1931 fue nombrado jefe del servicio de medicina “Julián Arce” y en 1942 jefe del servicio “Abel Olaechea”, reteniendo el cargo anterior. Fue también, desde 1932, médico del Consultorio Externo del mismo hospital.
Se inició también en la docencia universitaria en la Facultad de Medicina de su alma mater. En 1931 fue nombrado catedrático principal interno de Nosografía Médica. En 1940 pasó a ser titular de la cátedra de Clínica Médica, Nosografía y Terapéutica. Fue también director del departamento de Medicina de la Facultad de San Fernando y decano de la misma, de 1946 a 1948.
Durante los días de la reforma universitaria de los años 1940 se identificó con el pedido estudiantil en el gobierno de la Universidad y lo manejó con habilidad, haciendo del llamado “cogobierno” una de las más fructíferas etapas de la historia universitaria. Su personalidad y su erudición le ganaron la estima de los estudiantes. Eliminó la “clase magistral” y se acercó al alumno para entablar el diálogo. Quiso retirarse en 1949, pero a pedido del estudiantado retiró su renuncia.
En 1946 fue nombrado vicerrector de la Universidad de San Marcos. Ocupó varias veces el cargo de rector interino entre 1946 y 1948. Cuando fue destituido y deportado el rector Luis Alberto Sánchez luego del golpe de Estado de 27 de octubre de 1948, lo reemplazó interinamente hasta que fue elegido un nuevo rector. Fue también presidente de la sección de medicina en el segundo congreso nacional de medicina realizado en Lima en 1955. Y pasó a ser catedrático emérito en 1958.
Considerado como uno de los más sobresalientes médicos de su época, fue fundador y presidente de la Sociedad de Nuevo-Psiquiatría y Medicina Legal; así como miembro de la Sociedad Médica “Daniel A. Carrión”; de la Sociedad Peruana de Biología; de la Academia Nacional de Medicina; de la Academia de Ciencias Físicas y Matemáticas, entre otras entidades.
El día de su fallecimiento, a los 74 años de edad, había departido, como siempre, con sus pacientes y alumnos del Hospital Dos de Mayo.

## Publicaciones
Su producción científica está conformada por algunos libros, folletos y numerosos artículos sobre problemas clínicos y de enseñanza médica. Destacan los siguientes títulos:
- El resfrío común en Lima y su tratamiento profiláctico con vacunas (1937)
- La enfermedad de Cushing (1940)
- La educación médica en el Perú (1945)
- Sífilis gástrica (1946)
- Tratamiento de la uremia en clínica (1948)
- La enseñanza de la medicina clínica (1953)
- La facultad de medicina y la ciudad universitaria (1954)

## Homenajes
En su memoria, un aula del Hospital Dos de Mayo destinado para la enseñanza de la clínica médica fue bautizada con su nombre.
Varias promociones de la Facultad de San Fernando llevan su nombre. 
Un hospital nacional del distrito de Comas de Lima también recuerda su nombre.